# Swedish House Mafia
Die Swedish House Mafia ist ein Projekt der schwedischen DJs Axwell, Steve Angello und Sebastian Ingrosso, das im Jahr 2010 mit der Single One (Your Name) erstmals internationalen Erfolg feierte. Nachdem sie bereits seit 2005 gemeinsam aufgetreten waren, erfolgte 2008 offiziell die Gründung der Gruppe. Mit dem Track Don’t You Worry Child veröffentlichten sie 2012 ihre vorerst letzte und gleichzeitig erfolgreichste Single. 2018 feierte die Gruppe beim Ultra Music Festival in Miami ihre Rückkehr. Zwischenzeitlich waren Axwell und Sebastian Ingrosso auch in einem unabhängigen Projekt weltweit erfolgreich, siehe dazu Axwell Λ Ingrosso.

## Geschichte

### Bis 2009: Anfänge und Gründung

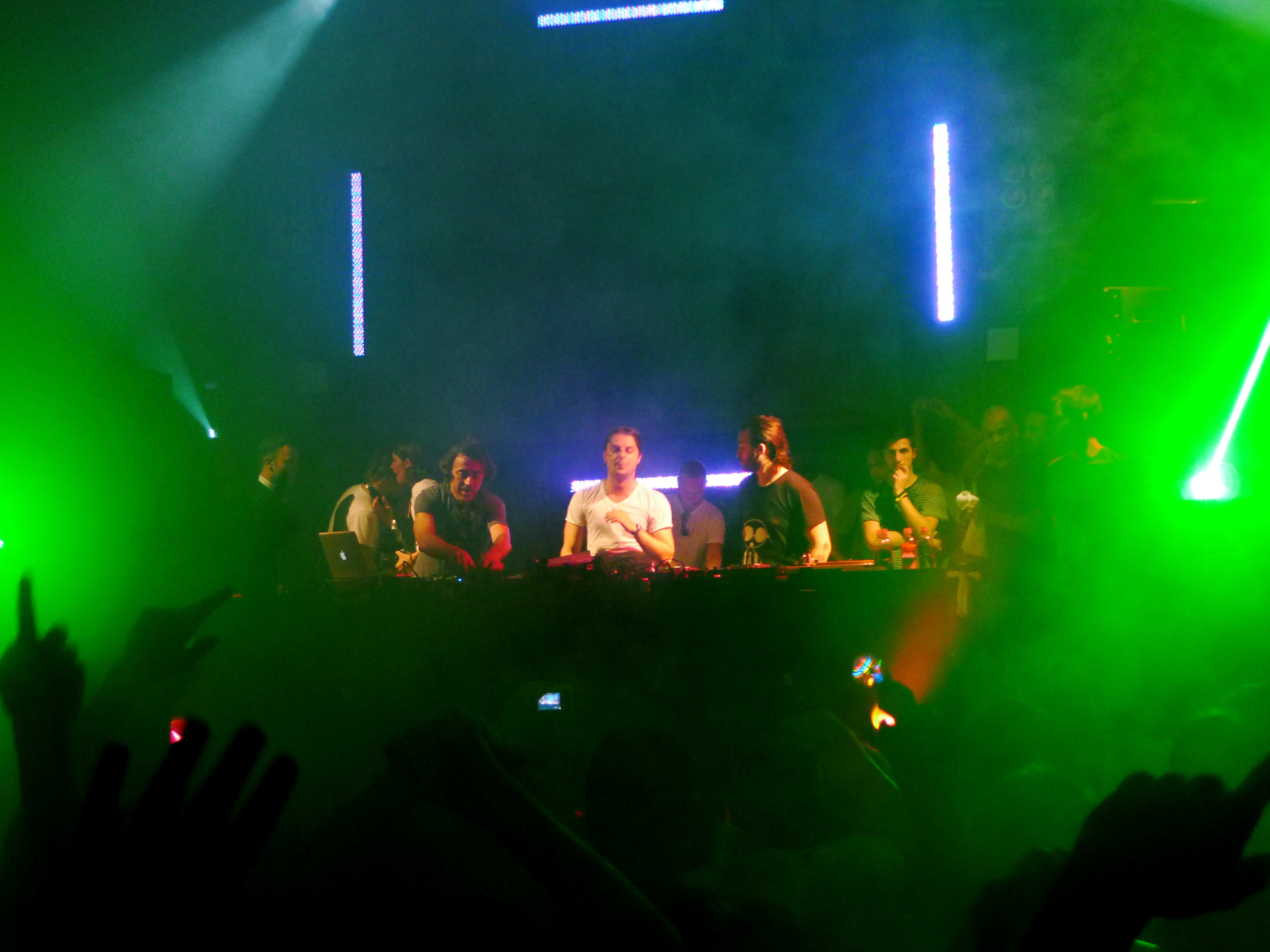
Die Swedish House Mafia gemeinsam mit Benny Benassi im Jahr 2009

Sebastian Ingrosso und Steve Angello waren bereits in ihrer Kindheit befreundet und arbeiteten seit den späten Neunzigern an gemeinsamen Produktionen. Auch der schwedische Musiker Eric Prydz trat dem Duo gelegentlich zur Seite. Es folgten diverse Auftritte als DJs in örtlichen Clubs, bis sie auf Axwell trafen, der zusätzlich auch Besitzer eines eigenen Plattenlabels „Axtone Records“ war. Durch die steigende Popularität und Präsenz als schwedisches DJ-Quartett etablierte sich bei Fans und Freunden die Bezeichnung als Swedish House Mafia.
Im Jahr 2008 beschlossen Axwell, Ingrosso und Angello sich diesen Namen als Pseudonym zuzulegen. Eric Prydz verfolgte stattdessen eine Karriere als Solokünstler. Bereits 2007 hatten sie als Trio, noch unter ihren Eigennamen, den Titel Get Dumb veröffentlicht. Bei der Produktion stand ihnen der niederländische DJ und Produzent Laidback Luke zur Seite.
Bis 2009 machten sie sich auch international erste Namen. Angello und Ingrosso feierte mit einer Kollaboration mit David Guetta sowie einer Neuauflage des Liedes Show Me Love Erfolg, während Axwell mit einer gemeinsamen Single mit Bob Sinclar in mehreren europäischen Charts in der oberen Hälfte stand. Zusammen veröffentlichten sie im Juni 2009 den Song Leave the World Behind als gemeinsame Single mit Laidback Luke und Deborah Cox unter Axwells eigenem Label Axtone Records erschien. Auch hier nutzten sie noch ihre Solo-Namen und feierten einen ersten kleineren Hit.

### 2010: Erstes AlbumUntil One
2010 folgte ein Plattenvertrag mit Polydor Records, einem Tochterlabel von Universal Music. 2010 veröffentlichten sie das Lied One als Single. Der Instrumental-Track entwickelte sich schnell zu einem Erfolg, auf den ein Release als Vocal-Version folgte. Diese entstand in Zusammenarbeit mit dem US-amerikanischen Musiker Pharrell Williams. In Rumänien, Großbritannien und Polen erreichten sie Top-10-Platzierungen. One (Your Name) wurde in den Niederlanden zu ihrer ersten Nummer-1-Single und war auch in Belgien (Flandern) unter den Top 3 zu finden. Die Vocals wurden bereits im Vorjahr in Australien aufgenommen und sollten ursprünglich auf einem anderen Track zu hören sein, passten aber laut Angello besser zu One. Es folgte ihre nächste Single Miami 2 Ibiza. Hier wirkte Tinie Tempah als Stimme mit. Dieser ist auch im offiziellen Musikvideo zu sehen und begleitete das Trio bei Auftritten bei MTV und Konzerten in unter anderem New York. Wie der Vorgänger wurde auch Miami 2 Ibiza zu einem internationalen Hit. Sie erreichte unter anderem Platz 4 im Vereinigten Königreich, Platz 10 in Schweden und Platz 19 in der Schweiz. des Weiteren erhielten sie mehrere Schallplattenauszeichnungen.
Am 22. Oktober 2010 erschien das erste Studioalbum des Trios mit dem Titel Until One. Dieses enthielt neben den drei Swedish-House-Mafia-Singles auch eine Reihe an Solo-Produktionen der Band-Mitglieder sowie Remixe, die von jenen Produziert wurde. Mit einer Platzierung in den US-amerikanischen Album-Charts gelang ihnen ihre erste Platzierung in den Billboard-Charts.
Im November 2010 veröffentlichte die Swedish House Mafia ihren ersten DVD-Dokumentationsfilm Take One. Der Film wurde im Laufe von 2 Jahren gedreht und umfasst 253 Gigs in 15 Ländern. Regie führte der Schwede Christian Larson.

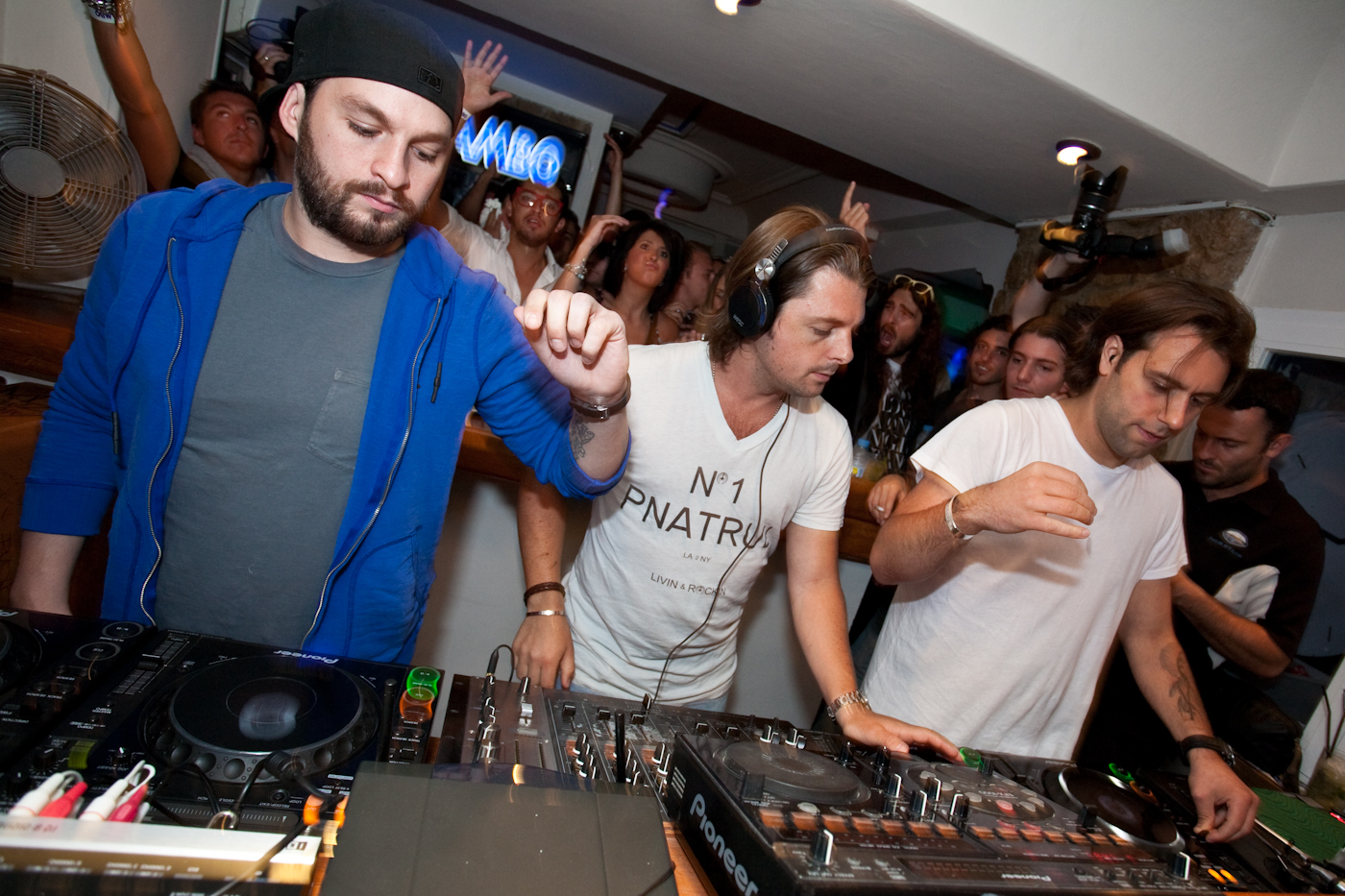
Angello, Axwell und Ingrosso in Ibiza 2011

2011 wurde Save the World als Single veröffentlicht. Das Lied entstand in Zusammenarbeit mit den Songwritern Michel Zitron, Vincent Pontare und John Martin. Letzterer steuerte außerdem den Gesang bei. Das Stück wurde in vielen Ländern zu einem Top-Ten-Hit und stellt ihren zweiten Nummer-eins-Hit in den US-amerikanischen Dance-Charts dar. Bei den Grammy Awards 2012 wurde Save the World für einen Grammy in der Kategorie „Best Dance Recording“ nominiert. Das offizielle Musikvideo, in dem Hunde die Welt retten (angelehnt an den gleichnamigen Song-Titel) konnte ebenfalls für viel Aufmerksamkeit und positive Kritiken sorgen. Der Track agiert als erste Auskopplung ihres kommenden zweiten Studioalbums.
Am 16. Dezember 2011 veröffentlichte das Trio die Single Antidote. Diese entstand in Zusammenarbeit mit dem australischen Dubhouse-Duo Knife Party sowie dem US-amerikanischen Hip-Hop-Musiker Adam Baptiste. Antidote erreichte im Vereinigten Königreich Platz 4 und wurde mit einer silbernen Schallplatte ausgezeichnet. Auch in Schottland und Finnland konnte der Track hohe Chartplatzierungen erreichen.
Greyhound folgte am 15. März 2012 als nächste Single. Der Electro-House-Track erreichte Platz 6 in Schweden und Platz 13 im Vereinigten Königreich. Auch in Deutschland, Österreich und der Schweiz konnte sich die Single in den Top 100 platzieren. Das offizielle Musikvideo diente als Werbefilm für einen Wodka.

### 2012–2013: Auflösung &Until Now

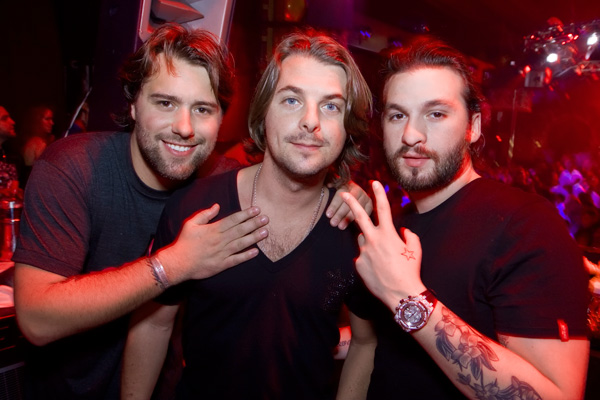
Das Trio 2011 im Pacha

Im Januar 2012 wurde die Gruppe mit dem European Border Breakers Award (EBBA) für ihr Studioalbum Until One aus dem Vorjahr ausgezeichnet.
Am 24. Juni 2012 gab das Trio seine bevorstehende Trennung bekannt. Am 14. September 2012 wurde die Single Don’t You Worry Child veröffentlicht. Hierbei arbeiteten sie ein weiteres Mal mit dem Singer-Songwriter John Martin zusammen. Der Song entwickelte sich zu einem weltweiten Erfolg und verkaufte sich über fünf Millionen Mal, darunter allein drei Millionen Mal in den USA und über eine Million Mal im Vereinigten Königreich. In Großbritannien, Australien, Schottland und Schweden erreichten sie die Chartspitze, während in 26 weiteren Ländern eine Platzierung in den Top 10 erreicht wurde. Das offizielle Musikvideo zeigt mehrere Berichterstattungen über ihre Auflösung, Behind-the-Scenes-Momente sowie ihren gemeinsamen Auftritt beim National Bowl in Milton Keynes, bei dem das Lied erstmals live präsentiert wurde. Wie im Vorjahr Save the World, wurde im Jahr 2013 Don’t You Worry Child für den Grammy in der Kategorie „Best Dance Recording“ ausgezeichnet.
Danach erschien ihr Studioalbum Until Now. Neben den Singles Save the World, Antidote, Greyhound und Don’t You Worry Child sind Kollaborationen der einzelnen Bandmitglieder, Mash-Ups, Produktionen und Remixe der Swedish House Mafia zu finden. Das Album erreichte in zahlreichen Ländern verteilt über Europa, Nordamerika und Ozeanien Top-20-Platzierungen, darunter Platz drei in Schweden.

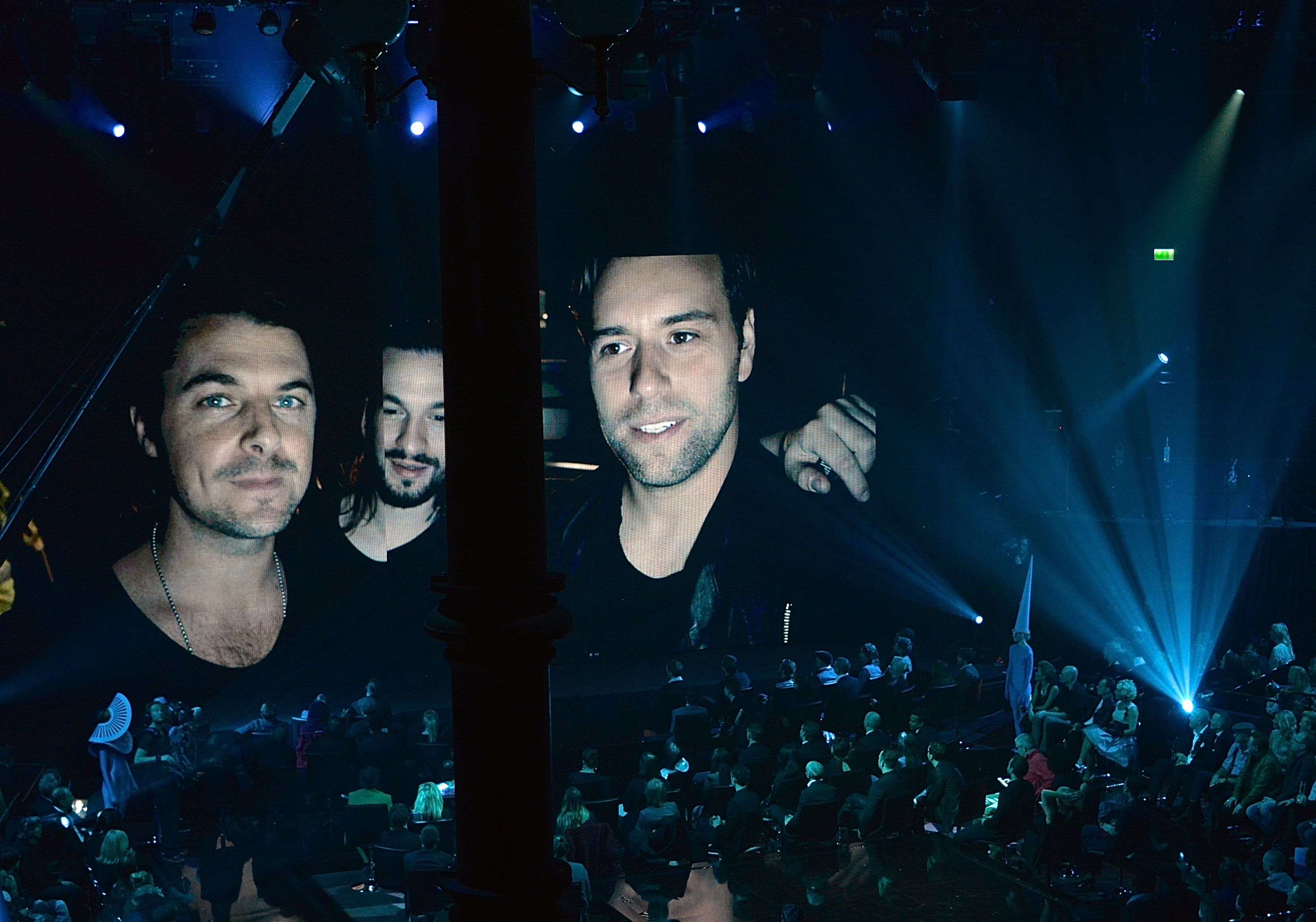
Die Swedish House Mafia bei der Grammis-Verleihung 2013

Im November 2012 begann die One Last Tour eine weltweite Abschiedstournee u. a. durch Russland, Indien und Südafrika. Beim Ultra Music Festival 2013 in Miami schlossen sie ihre Tournee ab. Während dieses Auftritts trat ihnen John Martin zur Seite, um die von ihm gesungenen Lieder Save the World und Don’t You Worry Child zu präsentieren.
Die Musikdokumentation Swedish House Mafia: Leave the World Behind (2014) berichtet über die Entscheidung von Axwell, Steve Angello und Sebastian Ingrosso, die Swedish House Mafia aufzulösen und von ihrer letzten Tour. Das Live-Album One Last Tour: A Live Soundtrack (2014) ist eine 90-minütige Live-Aufnahme ihrer vorletzten Show im Masquerade Motel in Los Angeles.
Axwell und Sebastian Ingrosso gründeten 2014 das Musikprojekt Axwell Λ Ingrosso.

### 2018: Reunion beim Ultra Music Festival

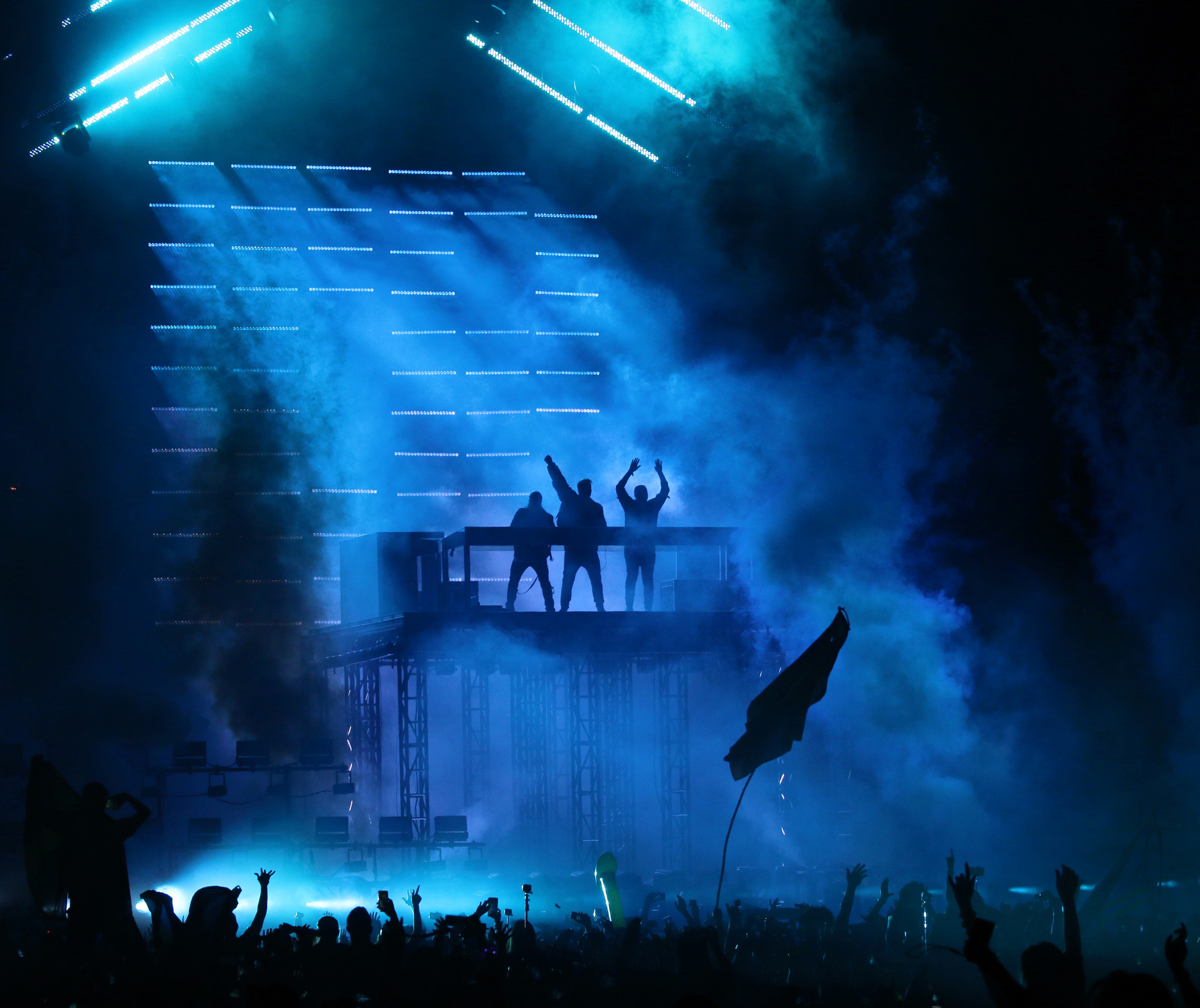
Das Projekt während ihrer Reunion beim Ultra 2018

Am 25. März 2018 wurde 24 Stunden vor Eröffnung bekanntgegeben, dass die Swedish House Mafia auf dem Ultra Miami 2018 auftreten würde. Das Set bestand aus gemeinsamen Titeln sowie alten und neuen Liedern der Einzelprojekte.

### 2019: Save the World Reunion Tour
Am 2. Mai 2019 eröffnete das Trio mit einem von drei Auftritten in der Tele2 Arena in Stockholm, die nach ihrer gleichnamigen Single benannte Save the World Reunion Tour. Während der Konzerte, bei denen über die drei Tage verteilt etwa 120.000 Menschen Zuschauer gezählt wurden, feierten die neuen Produktionen It Gets Better und Underneath it All Premiere. Am 18. Mai 2019 folgte ein Konzert im Foro Sol Stadion in Mexiko-Stadt. Das dritte und letzte Konzert vor Beginn der Festival-Saison, dass für den 9. Juni 2019 beim Ultra Korea angesetzt war, wurde aufgrund „unvorhergesehener Umstände“ abgesagt. Gerüchte, dass die Unterzeichnung eines Vertrages mit dem Medienunternehmen Live Nation Entertainment Grund für die Absage gewesen wäre, wurden von Steve Angello zurückgewiesen.
Im Sommer 2019 traten sie bei zahlreichen Festivals, darunter Tinderbox in Dänemark, Ultra Europe in Kroatien und Lollapalooza in Berlin. Während der Tour wurde eine Kollaboration mit dem US-amerikanischen Rapper ASAP Rocky, die den Titel Frankenstein trägt, präsentiert. Aufgrund von „Produktionsproblemen“ musste ihr Auftritt beim Weekend Festival in Helsinki abgesagt werden. Beim Creamfields im Vereinigten Königreich übernahm das Trio eine Bühne für einen gesamten Tag zur Vorbereitung ihrer 90-minütige Show, die sich vor allem durch aufwändige Pyrotechnik auszeichnete. Letzter Tourtermin war ein Konzert beim Großen Preis von Singapur im September 2019.
Im November 2019 löschten die Mitglieder sowohl die Inhalte ihrer privaten, als auch ihrer gemeinsamen Netzwerk-Profile.

### 2021: Comeback-Singles
Im Februar 2021 wurden Videos vom Art Director der Gruppe Alexander Wessely und von Manager Max Holmstrand veröffentlicht, die die Mitglieder der Swedish House Mafia während ihrer Arbeit an neuer Musik für eine kommende EP zeigen sollen. Einen Monat später wurde bekannt gegeben, dass sich das Trio von Columbia Records und Patriot Management getrennt hätte.
Im April 2021 unterzeichnete die Swedish House Mafia einen Management-Vertrag mit Wassim Slaiby. Im Juli 2021 folgte ein Vertrag mit Republic Records sowie eine kryptischen-Werbetafelkampagne für die Veröffentlichung ihrer Comeback-Single It Gets Better. Diese wurde am 15. Juli 2021 veröffentlicht und wurde als housig, mit leichtem Techno-Touch und düsterer Synths beschrieben. Sebastian Ingrosso sagte zur musikalischen Weiterentwicklung: „Wir fragten uns: ‘Was zum Teufel machen wir? Wie kommen wir zurück? Geben wir ihnen einfach eine andere Version von dem, was wir zuvor gemacht haben?’ Und ich dachte mir, ‘Scheiß drauf, es ist deprimierend, zurückzugehen. Es ist widerlich, zurückzugehen.’“ Der Track unterschied sich signifikant von der Version, die bei der Eröffnung ihrer Live-Tour spielten, die auf Nachfragen der Fans als Stockholm-Version zum kostenlosen Download zur Verfügung gestellt wurde. Lediglich in Schweden und Neuseeland konnte sich der Song in den Single-Charts platzieren. Parallel wurde für Ende 2021 ein Studioalbum mit dem Titel Paradise Again angekündigt. Am 19. Juli 2021 folgte die Single Lifetime, die in Zusammenarbeit mit Ty Dolla Sign und 070 Shake entstand und die sie als Medley mit It Gets Better in der The Tonight Show Starring Jimmy Fallon vorstellten.
Im Oktober 2021 wurde die Swedish House Mafia in den Pandora Papers benannt. Einem Bericht von Sveriges Television zufolge hat das Trio auf den Britischen Jungferninseln ein Unternehmen gegründet, um das Eigentum an ihren Aufnahmen, darunter den Songs Don’t You Worry Child und Save the World, ihrem Namen und ihrem Logo zu verwalten.
Am 21. Oktober 2021 veröffentlichten sie die Single Moth to a Flame, die in Zusammenarbeit mit dem kanadischen Sänger The Weeknd entstand. Das Lied entwickelte sich zu einem weltweiten Erfolg und erreichte unter anderem Platz 14 in Deutschland und Platz 15 im Vereinigten Königreich. Außerdem konnte der Song als zweite Swedish-House-Mafia-Single eine Platzierung in den US-amerikanischen Single-Charts verzeichnen. Am 1. Januar 2022 erschien die von Jacob Mühlrad für die Save The World Tour produzierte Orchester-Version ihrer Single One unter dem Titel One Symphony. Außerdem wurde die Veröffentlichung von Paradise Again auf 2022 verschoben.

### Seit 2021:Paradise Again
Für das im Januar 2022 veröffentlichte fünfte Studioalbum Dawn FM von The Weeknd produzierte das Trio die Lieder Sacrifice und How Do I Make You Love Me?. Am 25. Februar 2022 veröffentlichte die Gruppe gemeinsam mit Sting die Single Redlight. Die Vocals stammen dabei aus dem von Sting geschriebenen Song Roxanne aus dem Jahr 1978.
Am 15. April 2022 erschien das Studioalbum Paradise Again parallel mit der letzten Single-Auskopplung Heaven Takes You Home. Das Album besteht aus 17 Liedern, darunter sind Kollaborationen mit 070 Shake, ASAP Rocky und Seinabo Sey.

## Diskografie
Studioalben

| Jahr | Titel Musiklabel                                     | Höchstplatzierung, Gesamtwochen, AuszeichnungChartplatzierungen (Jahr, Titel, Musiklabel, Platzierungen, Wochen, Auszeichnungen, Anmerkungen) | Höchstplatzierung, Gesamtwochen, AuszeichnungChartplatzierungen (Jahr, Titel, Musiklabel, Platzierungen, Wochen, Auszeichnungen, Anmerkungen) | Höchstplatzierung, Gesamtwochen, AuszeichnungChartplatzierungen (Jahr, Titel, Musiklabel, Platzierungen, Wochen, Auszeichnungen, Anmerkungen) | Höchstplatzierung, Gesamtwochen, AuszeichnungChartplatzierungen (Jahr, Titel, Musiklabel, Platzierungen, Wochen, Auszeichnungen, Anmerkungen) | Höchstplatzierung, Gesamtwochen, AuszeichnungChartplatzierungen (Jahr, Titel, Musiklabel, Platzierungen, Wochen, Auszeichnungen, Anmerkungen) | Höchstplatzierung, Gesamtwochen, AuszeichnungChartplatzierungen (Jahr, Titel, Musiklabel, Platzierungen, Wochen, Auszeichnungen, Anmerkungen) | Anmerkungen                                               |
| Jahr | Titel Musiklabel                                     | DE | AT | CH | UK | US | SE | Anmerkungen                                               |
| ---- | ---------------------------------------------------- | --- | --- | --- | --- | --- | --- | --------------------------------------------------------- |
| 2010 | Until One Virgin Records                             | — | — | CH18 (9 Wo.)CH | — | US139 (1 Wo.)US | SE13 Platin · (7 Wo.)SE | Erstveröffentlichung: 23. Oktober 2010 Verkäufe: + 40.000 |
| 2012 | Until Now Virgin Records/EMI Records                 | DE26 (5 Wo.)DE | AT10 (13 Wo.)AT | CH7 (15 Wo.)CH | — | US14 (2 Wo.)US | SE3 Platin · (40 Wo.)SE | Erstveröffentlichung: 19. Oktober 2012 Verkäufe: + 82.500 |
| 2022 | Paradise Again SSA Recording, LLP / Republic Records | — | AT59 (1 Wo.)AT | CH14 (3 Wo.)CH | UK70 (2 Wo.)UK | US121 (1 Wo.)US | SE4 (10 Wo.)SE | Erstveröffentlichung: 15. April 2022 Verkäufe: + 20.000   |